# Grande Prêmio da Itália de 1960
Resultados do Grande Prêmio da Itália de Fórmula 1 realizado em Monza em 4 de setembro de 1960. Nona etapa do campeonato, foi marcada pela primeira vitória de Phil Hill, que liderou uma dobradinha norte-americana ao lado de Richie Ginther e estes formaram um pódio exclusivo da Ferrari junto ao belga Willy Mairesse.

## Resumo
Recebeu o título honorífico de Grande Prêmio da Europa.

## Classificação da prova
| Pos. | Nº | Piloto             | Construtor         | Voltas | Tempo/Diferença        | Grid | Pontos |
| ---- | -- | ------------------ | ------------------ | ------ | ---------------------- | ---- | ------ |
| 1    | 20 | Phil Hill          | Ferrari            | 50     | 2:21:09.2              | 1    | 8      |
| 2    | 18 | Richie Ginther     | Ferrari            | 50     | + 2:27.6               | 2    | 6      |
| 3    | 16 | Willy Mairesse     | Ferrari            | 49     | + 1 volta              | 3    | 4      |
| 4    | 2  | Giulio Cabianca    | Cooper-Castellotti | 48     | + 2 voltas             | 4    | 3      |
| 5    | 22 | Wolfgang von Trips | Ferrari            | 48     | + 2 voltas             | 6    | 2      |
| 6    | 26 | Hans Herrmann      | Porsche            | 47     | + 3 voltas             | 10   | 1      |
| 7    | 24 | Edgar Barth        | Porsche            | 47     | + 3 voltas             | 12   |        |
| 8    | 12 | Piero Drogo        | Cooper-Climax      | 45     | + 5 voltas             | 15   |        |
| 9    | 10 | Wolfgang Seidel    | Cooper-Climax      | 44     | + 6 voltas             | 13   |        |
| 10   | 28 | Fred Gamble        | Behra-Porsche      | 41     | + 9 voltas             | 14   |        |
| Ret  | 6  | Brian Naylor       | JBW-Maserati       | 41     | Câmbio                 | 7    |        |
| Ret  | 34 | Alfonso Thiele     | Cooper-Maserati    | 32     | Câmbio                 | 9    |        |
| Ret  | 4  | Gino Munaron       | Cooper-Castellotti | 27     | Motor                  | 8    |        |
| Ret  | 36 | Giorgio Scarlatti  | Cooper-Maserati    | 26     | Motor                  | 5    |        |
| Ret  | 30 | Vic Wilson         | Cooper-Climax      | 23     | Motor                  | 16   |        |
| Ret  | 8  | Arthur Owen        | Cooper-Climax      | 0      | Acidente               | 11   |        |
| DNS  | 14 | Horace Gould       | Maserati           |        | Sistema de combustível |      |        |

## Tabela do campeonato após a corrida
|   | Pos. | Pilotos       | Pontos |
| - | ---- | ------------- | ------ |
|   | 1    | Jack Brabham  | 40     |
|   | 2    | Bruce McLaren | 33     |
| 6 | 3    | Phil Hill     | 15     |
| 1 | 4    | Innes Ireland | 12     |
| 1 | 5    | Stirling Moss | 11     |

|  | Pos. | Construtor      | Pontos  |
|  | ---- | --------------- | ------- |
|  | 1    | Cooper-Climax   | 48 (54) |
|  | 2    | Lotus-Climax    | 28 (29) |
|  | 3    | Ferrari         | 26 (27) |
|  | 4    | BRM             | 6       |
|  | 5    | Cooper-Maserati | 3       |

- Nota: Somente as primeiras cinco posições estão listadas. Apenas os seis melhores resultados, dentre pilotos ou equipes, eram computados visando o título. Neste ponto esclarecemos: na tabela dos construtores figurava somente o melhor resultado dentre os carros de um mesmo time.